# Erik Karlsson
Erik Sven Gunnar Karlsson (nacido el 31 de mayo de 1990, Landsbro, Suecia), más conocido deportivamente como Erik Karlsson, es un jugador sueco de Hockey sobre hielo, que se desempeña como defensa en el San Jose Sharks, de la National Hockey League.

## Carrera deportiva
La carrera profesional de Karlsson comienza en el año 2008, haciendo su debut en el Frölunda HC sueco de la Svenska Hockeyligan. No obstante, anteriormente ya había formado parte de los filiales del Södertälje SK y el de la propia ciudad de Frölunda, antes de dar el salto al primer equipo.
En el año 2008 fue drafteado en 15.ª por el equipo de Ontario, Ottawa Senators. La elección que sería tan acertada en el futuro, fue tomada po el capitán de ese momento y líder del equipo Daniel Alfredsson, el cual era también sueco y conocía bien a Erik, ya que también jugó en el Frölunda HC.
Por tanto, el general mánager de Ottawa, Bryan Murray, hizo varios cambios de picks con otros equipos para asegurarse que ellos serían los primeros en elegir cuando Karlsson saliera en el Draft.
En la temporada 2009/2010, recala en el Binghamton Senators,afiliado de Ottawa, de la American Hockey League, liga de desarrollo para alcanzar la National Hockey League.
Esa temporada la compaginaría con el 1º equipo de Ottawa, para ascender a la temporada que viene. Jugaría un número considerable de partidos en la Liga más importante de Norteamérica, aunque se vería interrumpido en la temporada 2012/2013, con un breve paso por el Jokerit finés.
Erik Karlsson permaneció desde 2013 en Ottawa Senators hasta el 13 de septiembre de 2018, fecha en el que es traspasado al San Jose Sharks a cambio de Chris Tierney, Dylan DeMelo, Josh Norris y Rūdolfs Balcers. Los jugadores vinieron acompañados de varias rondas primeras para los próximos tres años.

## Historia en los Senators
Karlsson, o al igual llamado #KingKarl por la afición de Ottawa, es uno de los jugadores más carismáticos del equipo y tal vez de la National Hockey League, debido a su capacidad goleadora y organizadora, pese a su posición de defensa, lo que le ha proporcionado premios importantes.
El 2 de octubre de 2014, Erik Karlsson logra la capitanía del equipo de hockey, siendo el 9º capitán en la historia moderna de la escuadra, sustituyendo al traspasado Jason Spezza.
El defensa, que porta el número 65, destaca en su gran regularidad tanto en el juego como física, ya que no faltó a ningún partido durante alrededor de 4 años, rompiendo este logro en marzo de 2017, por una lesión en un choque contra los Philadelphia Flyers.
El sueco ha recibido durante su carrera elogios de muchas personas, destacando su velocidad, hablidad en el juego y como agrupa a todo el equipo en diferentes facetas del partido. Algunos jugadores lo han llegado a tildar como one of the best players in the world.
Incluso una leyenda de este deporte como es Bobby Orr alababa su fast skating.
Su marcha de Ottawa provocó un enfado masivo entre la afición debido a la salida del jugador franquicia, siendo continuas las protestas contra el propietario Eugene Melnyk, incluso se promovió en redes sociales la llamada al #MelnykOut.

## Carrera internacional
Ha recibido hasta en 3 ocasiones el premio a mejor defensa en las competiciones internacionales que ha partido con Suecia, como en el campeonato sub-18 de 2008.
En 2010 World Championships fue el mejor defensa  del torneo, mientras queen 2012 compartió el logro de anotar el que más en esta competición con su compañero y persona que le eligió: Daniel Alfredsson.
También fue el mejor defensa en Juegos Olímpicos de Sochi 2014, además de participar en el partido de All Stars.

## Trayectoria y puntos por temporada
| Temporada | Equipo              | Liga                   | Partidos |
| --------- | ------------------- | ---------------------- | -------- |
| 2006-07   | Södertälje SK       | J20                    | 10       |
| 2007-08   | Frölunda HC         | J20                    | 37       |
| 2007-08   | Frölunda HC         | Svenska Hockeyligan    | 1        |
| 2008-09   | Frölunda HC         | J20                    | 2        |
| 2008-09   | Borås HC            | HockeyAllsvenskan      | 1        |
| 2008-09   | Frölunda HC         | Svenska Hockeyligan    | 10       |
| 2009-10   | Binghamton Senators | American Hockey League | 11       |
| 2009-10   | Ottawa Senators     | National Hockey League | 26       |
| 2010-11   | Ottawa Senators     | National Hockey League | 45       |
| 2011-12   | Ottawa Senators     | National Hockey League | 78       |
| 2012-13   | Jokerit             | Liiga                  | 34       |
| 2012-13   | Ottawa Senators     | National Hockey League | 14       |
| 2013-14   | Ottawa Senators     | National Hockey League | 74       |
| 2014-15   | Ottawa Senators     | National Hockey League | 66       |
| 2015-16   | Ottawa Senators     | National Hockey League | 82       |
| 2016-17   | Ottawa Senators     | National Hockey League | 77       |
| 2017-18   | Ottawa Senators     | National Hockey League | 71       |
| 2018-19   | San Jose Sharks     | National Hockey League | 53       |

## Galardones y records
Ha participado en 4 ocasiones en el National Hockey League All-Star Game, en 2011, 2012, 2015 y 2016, siendo titular en 2012, 2015 y 2016.
Ha recibido el Trofeo Vikingo en 2012 y 2016, lo que le acredita como mejor jugador sueco de la temporada.
Y tal vez el más importante en su demarcación, el Trofeo James Norris en 2012 y 2015, lo que le convierte en el defensa de la National Hockey League más votado por sus puntos o sus habilidades en el campo. Opta al trofeo de 2017.
Como records, ha batido varias veces la anotación máxima de un defensa en los Ottawa Senators, en alguna ocasión, batiendo su propio record, esta vez está en 82 puntos (2015).
- Datos: Q929159
- Multimedia: Erik Karlsson / Q929159